# To Be Young
"To Be Young" é uma canção da cantora e compositora inglesa Anne-Marie com a participação da rapper americana Doja Cat, lançada como single em 17 de julho de 2020.

## Fundo
Anne-Marie começou a compartilhar amostras da música em suas mídias sociais dias antes de seu lançamento; revelando a letra da mesma: "Estamos todos uma bagunça, mas eu acho que é assim que é ser jovem", posteriormente revelando a capa oficial do single. Essa é a primeira colaboração entre Anne-Marie e Doja Cat.

## Videoclipe
O videoclipe da canção foi lançado em 16 de fevereiro de 2018 no canal oficial de Anne-Marie no YouTube. O vídeo oficial da faixa foi dirigido por Hannah Lux Davis, com direção criativa de Kate Moross. As imagens do clipe foram gravadas durante a quarentena da pandemia de COVID-19. Por isso, elas trazem Anne-Marie e Doja Cat em casa. É possível ver as artistas curtindo a música enquanto vários efeitos visuais aparecem na tela. Um lyric vídeo pra canção também foi lançado em 24 de julho de 2020.
Como o título da faixa sugere, "To Be Young" incorpora os ilimitados altos e baixos, os aprendizados, sonhos e realidades que são vivenciados ao longo da vida, à medida que tentamos descobrir nossos caminhos. “Se apaixone, tenha o coração partido/ Quebre regras, beba muito/ Somos todos uma bagunça, mas eu acho que/ É assim que é ser jovem”, canta a dupla no registro visual.

## Lista de faixas
| Download digital |                              |         |  |
| N.º              | Título                       | Duração |  |
| 1.               | "To Be Young" (com Doja Cat) | 3:24    |  |

| Download digital - Felix Cartal Remix |                                                   |         |  |
| N.º                                   | Título                                            | Duração |  |
| 1.                                    | "To Be Young (Felix Cartal Remix)" (com Doja Cat) | 3:54    |  |

| Download digital - Acoustic |                                         |         |  |
| N.º                         | Título                                  | Duração |  |
| 1.                          | "To Be Young (Acoustic)" (com Doja Cat) | 3:13    |  |

| Download digital - 220 KID Remix |                                              |         |  |
| N.º                              | Título                                       | Duração |  |
| 1.                               | "To Be Young (220 KID Remix)" (com Doja Cat) | 3:53    |  |

## Desempenho nas tabelas musicais
| Tabela musical(2020)             | Melhor posição |
| -------------------------------- | -------------- |
| Coreia do Sul (Gaon)             | 180            |
| Escócia (Scottish Singles Chart) | 36             |
| Hungria (Dance Top 40)           | 25             |
| Nova Zelândia Hot Singles (RMNZ) | 16             |
| Reino Unido (UK Singles Chart)   | 74             |

## Histórico de lançamento
| Região    | Data                 | Formato                    | Versão             | Gravadora     | Ref.          |
| --------- | -------------------- | -------------------------- | ------------------ | ------------- | ------------- |
| Vários    | 17 de julho de 2020  | Download digital streaming | Original           | Asylum        | [ 6 ] [ 7 ]   |
| Vários    | 17 de julho de 2020  | Download digital streaming | Felix Cartal Remix | Asylum        | [ 8 ]         |
| Austrália | 17 de julho de 2020  | Contemporary hit radio     | TBA                | Asylum Warner | [ 18 ]        |
| Vários    | 7 de agosto de 2020  | Download digital streaming | Acoustic           | Asylum        | [ 9 ] [ 10 ]  |
| Vários    | 14 de agosto de 2020 | Download digital streaming | 220 KID Remix      | Asylum        | [ 11 ] [ 12 ] |